# キム・ユンソク
キム・ユンソク（김윤석、1968年1月21日 - ）は、韓国の俳優、映画監督。ファイブラザーズコリア所属。

## 来歴
忠清北道丹陽郡出身。生まれてすぐに家族とともに釜山市に移住し、20年以上暮らした。地元の東義大学校に進学。民主化闘争で休校・休講が相次いでいた頃、軍入隊を考えていたキムは1986年のある日、野外で友人数人が集まって演劇練習をするのを偶然見た。趣味で役者を始めて、1988年に舞台『欲望という名の電車』でデビューした。
2008年、映画『チェイサー』で主演を務める。
2019年、映画『未成年』で監督デビューした。

## 出演

### 映画
- 幼い恋人（1994年） - カラオケ学生 役
- ベサメムーチョ（2001年） - 執行官 役
- ウララ・シスターズ（2002年）
- ビッグ・スウィンドル!（2004年） - イ刑事 役
- 時失里2km（2004年） - ハッギュ 役
- 私の生涯一番美しい一週間（2005年） - ドンマン 役
- 僕の、世界の中心は、君だ。（2005年） - 生物の先生 役
- 美しき野獣（2006年） - チュ・ヒョンデ 役
- ヨコヅナ・マドンナ（2006年） - オ・ドングの父親 役
- タチャ イカサマ師（2006年） - アグィ 役
- 楽しき人生（2007年） - ソンウク 役
- チェイサー（2008年） - オム・ジュンホ 役
- チョン・ウチ 時空道士（2009年） - ファダム 役
- 亀、走る（2009年） - チョ・ピルソン 役
- 哀しき獣（2010年） - ミョン・ジョンハク 役
- ワンドゥギ（2011年） - イ・ドンジュ 役
- 10人の泥棒たち（2012年） - マカオ・パク／パク・ドヒョン 役
- ファイ 悪魔に育てられた少年（2013年） - ユン・ソクテ 役
- 海にかかる霧（2014年） - カン・チョルジュ 役
- タチャ 神の手（2014年） - アグィ 役
- 極秘捜査（2015年） - コン・ギルヨン 役
- セシボン（2015年） - オ・グンテ（現在） 役
- プリースト 悪魔を葬る者（2015年） - キム・ボムシン 役
- あなた、そこにいてくれますか（2016年） - ハン・スヒョン 役
- 天命の城（2017年） - キム・サンホン 役
- 1987、ある闘いの真実（2017年12月27日 韓国公開／2018年9月8日 日本公開） - パク・チョウォン 役
- 暗数殺人（2018年） - キム・ヒョンミン 役
- 未成年（2019年） - テウォン 役 ※兼監督・脚本
- モガディシュ 脱出までの14日間（2021年） - ハン大使 役
- ノリャン -死の海-（2023年） - イ・スンシン（李舜臣） 役
- 大家族（2024年）
- ウイルス（2025年）

### テレビドラマ
- あなたはだれ?（2004年、KBS2） - 刑事 役
- 済州島の青い夜（2004年、KBS2）- ギョンス 役
- 愛と魂（2005年、KBS2）
- ラブホリック（2005年、KBS2） - 検察調査官 役
- 復活（2005年、KBS2） - チョン・ゴンミョン 役
- 人生よ、ありがとう（2006年、KBS2） - カン・ユノ 役
- 妻の復讐～騙されて捨てられて～（2006年 - 2007年、MBC） - ハ・ドンギュ 役
- 誰もいない森の奥で木は音もなく倒れる（2024年、Netflix）

### ミュージックビデオ
- IU「Coin」（2021年）- アグィ 役[6]

### ウェブ番組
IU TV「The nationwide dlwlrma VS Agui from Jeolla Province」（2021年、YouTube）

## 受賞歴
- KBS演技大賞 - 男性優秀賞（2006年、『妻の復習〜騙されて捨てられて〜』）
- 第44回大鐘賞 - 助演男優賞（2007年、『タチャ イカサマ師』）[8]
- 第8回釜山映画評論家協会賞 - 助演男優賞（2007年、『タチャ イカサマ師』）
- 第1回大韓民国映画演技大賞 - 助演男優賞（2007年、『タチャ イカサマ師』）
- 第45回大鐘賞 - 主演男優賞（2008年、『チェイサー』）[9]
- 第45回大鐘賞 - 人気男優賞（2008年、『チェイサー』）
- 第29回青龍映画賞 - 主演男優賞（2008年、『チェイサー』）[10]
- 大韓民国映画大賞 - 主演男優賞（2008年、『チェイサー』）
- 第9回釜山映画評論家協会賞 - 主演男優賞（2008年、『チェイサー』）
- 第17回釜日映画賞 - 主演男優賞（2008年、『チェイサー』）
- CINE21映画賞 - 今年の男優賞（2011年、『哀しき獣』『ワンドゥギ』）
- 第3回今年の映画賞 - 男優主演賞（2012年、『ワンドゥギ』）
- 第20回大韓民国文化芸能大賞 - 映画部門 大賞（2012年、『10人の泥棒たち』）
- 第12回大韓民国青少年映画祭 - 男優部門 人気映画人賞（2012年、『10人の泥棒たち』）
- 第54回百想芸術大賞 - 映画部門 最優秀演技賞（2018年、『1987、ある闘いの真実』）
- 第17回ニューヨーク・アジア映画祭 - アジアスター賞（2018年、『1987、ある闘いの真実』）
- 第39回青龍映画賞 - 主演男優賞（2018年、『1987、ある闘いの真実』）
- 第38回黄金撮影賞 - 最優秀主演男優賞（2018年、『1987、ある闘いの真実』）
- 第3回ロンドン東アジア映画祭 - 主演男優賞（2018年、『暗数殺人』）
- 第7回大韓民国ベストスター賞 - ベスト主演賞（2018年、『暗数殺人』）
- 第23回ファンタジア国際映画祭 - ベストデビュー賞（2019年、『未成年』）